# Persone di cognome Larsen
| Questa pagina contiene informazioni ricavate automaticamente dalle voci biografiche con l'ausilio del template Bio e di un bot. L'aggiornamento è periodico e automatico e ricostruisce completamente la pagina. Se manca una persona in questa lista, sei pregato di non aggiungerla, ma accertati piuttosto che la sua voce biografica contenga il template Bio e che i dati anagrafici siano correttamente compilati. Se il template Bio manca, inseriscilo tu stesso o, in alternativa, metti l'avviso {{tmp\|Bio}} che ne segnala la mancanza. Se i dati riportati sono sbagliati, correggi direttamente la voce biografica; le modifiche saranno visibili in questa lista entro pochi giorni. Per chiarimenti vedi il progetto antroponimi. La lista contiene solo le 81 persone che sono citate nell'enciclopedia e per le quali è stato implementato correttamente il template Bio. Pagina aggiornata al 7 ago 2025. |

Questa è una lista di persone presenti nell'enciclopedia che hanno il cognome Larsen, suddivise per attività principale.

## Allenatori di calcio(4)
- Clinton Larsen, allenatore di calcio e ex calciatore sudafricano (Durban, n. 1971)
- Gaute Larsen, allenatore di calcio e ex calciatore norvegese (Sandnes, n. 1961)
- Henrik Larsen, allenatore di calcio e ex calciatore danese (Kongens Lyngby, n. 1966)
- Ragnar Nikolay Larsen, allenatore di calcio e calciatore norvegese (Oslo, n. 1925 - Oslo, † 1982)

## Architetti(1)
- Henning Larsen, architetto danese (n. 1925 - † 2013)

## Astronomi(1)
- Jeffrey A. Larsen, astronomo statunitense (n. 1967)

## Attori(4)
- Oscar Larsen, attore norvegese (Kristiania, n. 1863 - Oslo, † 1939)
- Rolf Kristian Larsen, attore norvegese (Stavanger, n. 1983)
- Thomas Bo Larsen, attore danese (Gladsaxe, n. 1963)
- Viggo Larsen, attore, regista e produttore cinematografico danese (Copenaghen, n. 1884 - Copenaghen, † 1957)

## Attrici(1)
- Anika Larsen, attrice e cantante statunitense (n. 1973)

## Calciatori(22)
- Preben Elkjær Larsen, ex calciatore e allenatore di calcio danese (Copenaghen, n. 1957)
- Birger Larsen, calciatore danese (Copenaghen, n. 1942 - Copenaghen, † 2024)
- Einar Larsen, calciatore norvegese (n. 1904 - † 1977)
- Emil Larsen, calciatore danese (Copenaghen, n. 1991)
- Erling Linde Larsen, calciatore danese (Odense, n. 1931 - † 2017)
- Frode Larsen, ex calciatore norvegese (Oslo, n. 1988)
- Frode Larsen, calciatore norvegese (Bergen, n. 1949 - Bergen, † 2017)
- Glenn Atle Larsen, ex calciatore norvegese (Stord, n. 1982)
- Jan Kjell Larsen, ex calciatore norvegese (Haugesund, n. 1983)
- Jim Larsen, ex calciatore danese (Korsør, n. 1985)
- Kasper Larsen, ex calciatore danese (n. 1993)
- Kevin Larsen, ex calciatore norvegese (Sandefjord, n. 1986)
- Kim Larsen, ex calciatore norvegese (Oslo, n. 1976)
- Lars Larsen, ex calciatore danese (Roskilde, n. 1969)
- Marco Larsen, ex calciatore danese (Ringsted, n. 1993)
- Michael Larsen, ex calciatore danese (Odense, n. 1969)
- Morten Larsen, ex calciatore danese (Hjørring, n. 1979)
- Ragnar Larsen, calciatore norvegese (n. 1931 - † 1997)
- Simon Larsen, ex calciatore norvegese (Kristiansand, n. 1988)
- Søren Larsen, ex calciatore danese (Køge, n. 1981)
- Stian Larsen, ex calciatore norvegese (Stavanger, n. 1972)
- Thorleif Larsen, calciatore norvegese (Fredrikstad, n. 1916 - † 1975)

## Calciatrici(2)
- Kathrine Larsen, calciatrice danese (Glostrup, n. 1993)
- Stine Larsen, calciatrice danese (Ejby, n. 1996)

## Canoisti(1)
- Eirik Verås Larsen, canoista norvegese (Flekkefjord, n. 1976)

## Canottieri(3)
- Aage Larsen, canottiere danese (Copenaghen, n. 1923 - Fredensborg, † 2016)
- Harry Larsen, canottiere danese (n. 1915 - Copenaghen, † 1974)
- Jacob Larsen, canottiere danese (Søllerød, n. 1988)

## Cantanti(2)
- Marit Larsen, cantante norvegese (Lørenskog, n. 1983)
- Samuel Larsen, cantante e attore statunitense (Los Angeles, n. 1991)

## Cestisti(4)
- Ken Larsen, cestista canadese (Calgary, n. 1935 - † 2012)
- Kevin Larsen, cestista danese (Copenaghen, n. 1993)
- Mikkel Larsen, ex cestista danese (Copenaghen, n. 1972)
- Rasmus Larsen, cestista danese (Rudersdal, n. 1994 - Charleroi, † 2015)

## Ciclisti su strada(2)
- Nicolaj Bo Larsen, ex ciclista su strada danese (Roskilde, n. 1971)
- Niklas Larsen, ciclista su strada e pistard danese (Slagelse, n. 1997)

## Danzatori(1)
- Niels Bjørn Larsen, ballerino, direttore artistico e mimo danese (Copenaghen, n. 1913 - † 2003)

## Fisici(1)
- Søren Absalon Larsen, fisico danese (Nørre Aaby, n. 1871 - Gentofte, † 1957)

## Fondiste(1)
- Lisa Larsen, ex fondista svedese (n. 1990)

## Fondisti(1)
- Thomas Helland Larsen, fondista norvegese (n. 1998)

## Fotografi(1)
- Claus Bjørn Larsen, fotografo danese (Holbæk, n. 1963)

## Fumettisti(1)
- Erik Larsen, fumettista e editore statunitense (Minneapolis, n. 1962)

## Ginnasti(1)
- Thor Larsen, ginnasta norvegese (n. 1886 - Tønsberg, † 1970)

## Giocatori di baseball(1)
- Don Larsen, giocatore di baseball statunitense (Michigan City, n. 1929 - Hayden, † 2020)

## Giocatori di football americano(3)
- Gary Larsen, ex giocatore di football americano statunitense (Fargo, n. 1942)
- Spencer Larsen, giocatore di football americano statunitense (Mesa, n. 1984)
- Ted Larsen, giocatore di football americano statunitense (Palm Harbor, n. 1987)

## Hockeisti su ghiaccio(2)
- Einar Bruno Larsen, hockeista su ghiaccio e calciatore norvegese (Oslo, n. 1939 - † 2021)
- Philip Larsen, hockeista su ghiaccio danese (Esbjerg, n. 1989)

## Modelle(1)
- Anne Mette Larsen, modella danese

## Musicologi(1)
- Jens Peter Larsen, musicologo e organista danese (Frederiksberg, n. 1902 - Copenaghen, † 1988)

## Navigatori(1)
- Carl Anton Larsen, navigatore e esploratore norvegese (Østre Halsen, n. 1860 - Mare di Ross, † 1924)

## Nobili(1)
- Corinna zu Sayn-Wittgenstein, nobile tedesca (Francoforte sul Meno, n. 1965)

## Pallamaniste(1)
- Tonje Larsen, ex pallamanista norvegese (Tønsberg, n. 1975)

## Pallamanisti(1)
- Mads Mensah Larsen, pallamanista danese (Holbæk, n. 1991)

## Pattinatori di velocità su ghiaccio(1)
- Roald Larsen, pattinatore di velocità su ghiaccio norvegese (Oslo, n. 1897 - Oslo, † 1959)

## Politici(1)
- Rick Larsen, politico statunitense (Arlington, n. 1965)

## Rapper(1)
- Eyedea, rapper statunitense (Saint Paul, n. 1981 - Saint Paul, † 2010)

## Rugbisti a 15(1)
- Blair Larsen, ex rugbista a 15 e allenatore di rugby a 15 neozelandese (Takapuna, n. 1969)

## Scacchisti(1)
- Bent Larsen, scacchista danese (Thisted, n. 1935 - Buenos Aires, † 2010)

## Scenografi(1)
- Tambi Larsen, scenografo danese (Bangalore, n. 1914 - Hollywood, † 2001)

## Sciatrici alpine(1)
- Cecilie Hagen Larsen, ex sciatrice alpina norvegese (n. 1976)

## Scrittori(1)
- Reif Larsen, scrittore statunitense (n. 1980)

## Scrittrici(1)
- Nella Larsen, scrittrice statunitense (Chicago, n. 1891 - New York, † 1964)

## Siepisti(1)
- Ernst Larsen, siepista norvegese (Trondheim, n. 1926 - Trondheim, † 2015)

## Tennisti(1)
- Arthur Larsen, tennista statunitense (Hayward, n. 1925 - San Leandro, † 2012)

## Tiratori a segno(1)
- John Larsen, tiratore a segno norvegese (n. 1913 - Oslo, † 1989)

## Triplisti(1)
- Edvard Larsen, triplista norvegese (Oslo, n. 1881 - Oslo, † 1914)

## Tuffatori(1)
- Andreas Sargent Larsen, tuffatore danese (Copenaghen, n. 1999)

## Velisti(1)
- Alfred Larsen, velista norvegese (Oslo, n. 1863 - † 1950)